# Netcongestie
Netcongestie is een situatie waarbij een elektriciteitsnet onvoldoende capaciteit heeft om alle gevraagde of aangeboden elektriciteit veilig te vervoeren. Het kan zowel voorkomen bij hoogspannings-, middenspannings- als bij laagspanningsnetten.
Congestie in een net houdt in dat er piekmomenten zijn waarop er meer van een netwerk gevraagd wordt dan het aankan. Het wordt te zwaar belast wat tot storingen zal leiden. Dit kan zowel veroorzaakt worden daar een te grote vraag als een te groot aanbod. Oplossing voor het probleem is het uitbreiden en beter benutten van de elektriciteitsnetten.

## Nederland
In Nederland leidt dit ertoe dat bedrijven en instellingen soms geen nieuwe aansluiting kunnen krijgen of hun bestaande aansluiting niet mogen uitbreiden. Netcongestie is daarmee een belemmering voor economische groei en de energietransitie.

### Oorzaken
De netcongestie is in Nederland ontstaan doordat de vraag naar en het aanbod van elektriciteit sneller zijn gegroeid dan de uitbreiding van het elektriciteitsnet.
De belangrijkste oorzaken van de netcongestie zijn:
- Sterke toename van het elektriciteitsverbruik, onder andere door de elektrificatie van industrie, mobiliteit (laadinfra) en verwarming (warmtepompen).
- Snelle groei van duurzame opwek, zoals zonne- en windparken, met name in landelijk gebied waar het net daar niet op is berekend.
- Beperkte uitbreidingssnelheid van het elektriciteitsnet, onder andere door lange vergunningstrajecten, personeelstekorten en beperkte ruimte.
- Toename van piekbelasting door weersafhankelijke opwek en gebruik.

### Gevolgen
Netcongestie heeft in Nederland onder andere de volgende gevolgen:
- Wachtlijsten voor nieuwe of zwaardere aansluitingen voor bedrijven, scholen, zorginstellingen en woningbouwprojecten.
- Afregelverzoeken aan producenten van duurzame energie, bijvoorbeeld het tijdelijk uitschakelen van zonneparken.
- Belemmering van de energietransitie, doordat investeringen in elektrificatie of verduurzaming niet direct kunnen worden aangesloten.
- Hogere maatschappelijke kosten, onder andere door economische schade, gemiste klimaatdoelen of inefficiënte inzet van middelen.

### Rol van netbeheerders
De verantwoordelijkheid voor het elektriciteitsnet ligt in Nederland bij:
- TenneT, de landelijke netbeheerder voor het hoogspanningsnet.
- Regionale netbeheerders zoals Liander, Enexis, Stedin, Westland Infra en Coteq voor het midden- en laagspanningsnet.

Netbeheerders zijn wettelijk verplicht om te zorgen voor een betrouwbaar en veilig net. 

### Oplossingsrichtingen
De aanpak van netcongestie in Nederland kent drie hoofdlijnen:
1. Verzwaren van het net – uitbreiding van fysieke infrastructuur.
2. Beter benutten van het net – waaronder congestiemanagement.
3. Meer inzicht in gebruik en capaciteit – met behulp van data, monitoring en voorspellende modellen.

Daarnaast worden ook nieuwe concepten ontwikkeld, zoals:
- Energiehubs: regionale samenwerking tussen gebruikers en opwekkers.
- Flexibele contracten: zoals capaciteitsbeperkingscontracten (CBC’s).
- Lokale opslag en demand response.

Netbeheerders werken aan oplossingen voor netcongestie zoals:
- Netverzwaring: uitbreiding van transformatorstations, kabels en schakelinstallaties.
- Slimmer benutten van het bestaande net: door meer data-analyse, spreiding van belasting en slimme sturing.
- Congestiemanagement: tijdelijke afspraken met marktpartijen om op piekmomenten minder te verbruiken of op te wekken. Hiervoor werken netbeheerders samen via het landelijke platform GOPACS.

### Capaciteitskaart
Netbeheer Nederland publiceert op de Capaciteitskaart een actueel overzicht van alle gebieden waar sprake is van transportbeperkingen voor invoeding (opwek) en/of afname (verbruik). Deze kaart is een belangrijk instrument voor bedrijven en ontwikkelaars om inzicht te krijgen in de netcapaciteit per regio.